# علي أبو طوق
علي عبد سعيد أبو طوق ولد عام 1950 في حمص، قتل في 27 كانون الثاني 1987 في بيروت)، هو سياسي وقائد عسكري فلسطيني من حركة فتح عام 1967 وواحد من مؤسسي وقادة الكتيبة الطلابية في السبعينيات.

## النشأة
ولد علي أبو طوق في حمص عام 1950 لعائلة فلسطينية لجأت إليها من حيفا. 

## نشاطه السياسي والعسكري

### في الأردن
انضم إلى صفوف حركة فتح عام 1967 شارك في تأسيس اتحاد طلبة الضفتين في الأردن، كما انضم إلى الميليشيا في القطاع الشمالي، وشارك في معارك أيلول 1970 وأحراش جرش 1971، وغادر الأردن مع خروج الفصائل الفلسطينية.

### في لبنان

#### من النشاط الطلابي إلى العمل العسكري
في لبنان نشط في الاتحاد العام لطلبة فلسطين وانتخب عضواً في هيئتة الإدارية، وساهم في إنشاء الروابط الاتحادية الثانوية اللبنانية والفلسطينية منذ عام 1972.
كما شارك بقيادة الجسم الطلابي في معارك نيسان ومعارك أيار 1973 وكان أحد قادة محور جسر الكولا - الجامعة العربية. وكان واحداً من أبرز قيادات الجبهة الوطنية الطلابية في لبنان.

#### الكتيبة الطلابية
عام 1976 كان أبو طوق واحداً من أهم مؤسسي الكتيبة الطلابية حيث عمل مع إخوانه بقدرة تنظيمية وفكرية على نقل الموقع التنظيمي الطلابي إلى موقع القوات العسكرية للثورة الفلسطينية. وفي العام 1977 تحول اسم الكتيبة الطلابية إلى كتيبة الجرمق ودخلت ضمن تشكيل قوات العاصفة وكان أحد أركان الكتيبة الذين ساهموا في تحقيق انتصارات الثورة في منطقة بنت جبيل ومارون الرأس.
أوكلت إليه مهمة إيجاد بؤرة تنظيمية لتدريب الفتيات فعمل على توفير منزل تتلقى فيه الفتيات تدريبات على استخدام الأسلحة الخفيفة وتصنيع المتفجرات من مواد بدائية بالإضافة إلى محاضرات تتلقاها الفتيات في الأمن والعمل السري، وكان أبرز إنجازاته تأسيسه تنظيم الثانويات الذي شاركت فيه الطالبات في العمل العسكري باسم «بنات علي أبو طوق» وكان من بينهنّ الشهيدة دلال المغربي.
عام 1978 شارك في معارك حرب آذار أثناء الهجوم الصهيوني على جنوب لبنان كقائد في قيادة «الجرمق». وشارك بدورة خاصة لقادة وحدات الفدائيين في الصين الشعبية.
في عامي 1980 و 1981 تولى قيادة مواقع الثورة الفلسطينية في منطقتي النبطية وقلعة الشقيف وخطط وأدار التحصين والهندسة في المنطقة، ما ساهم في فاعليتها في التصدي للغزو الصهيوني عام 1982.
ظل في لبنان بعد خروج قوات منظمة التحرير الفلسطينية وقاد عدة عمليات ناجحة ضد خطوط إمدادات الاحتلال الإسرائيلي، ومنها عملية باص عاليه وعملية عرمون وعملية دير قانون النهر كما شارك بتأسيس نواة المجموعات القتالية والخلايا السرية المسلحة اللبنانية والفلسطينية في مناطق صور وصيدا والنبطية. وشارك في معارك الجبل عام 1984 في منطقتي بحمدون عالية وسوق الغرب.

## استشهاده
كان الشهيد قائداً لمخيم شاتيلا خلال «حرب المخيمات» التي اندلعت خلال عامي 1986 -1987، واستشهد في 27 كانون الثاني 1987 بقذيفة استهدفته ومساعده سمير امين ذياب.

## تكريم وكتابات
- نعته القيادة الفلسطينية بصفته عضو المجلس العسكري الأعلى في الثورة الفلسطينية.[10]
- يقام مهرجان الشهيد علي أبو طوق لتكريم الطالب الفلسطيني.[11]
- وثقت له عدة كتب ومذكرات تناولت تجربة الكتيبة الطلابية، مثل «انثيال الذاكرة» لفتحي البس، و«حياة غير آمنة» لشفيق الغبرا، و«تبغ وزيتون» لمعين الطاهر.[12]
- كتب الياس خوري روايته القصيرة “مملكة الغرباء” التي كان علي أبو طوق محورها[13]
- يأتي ذكره في رواية «ليتني كنت أعمى» لوليد لشرفا.[14]